# Neusticurus
Neusticurus es un género de lagartos de la familia Gymnophthalmidae. Se distribuyen por la mitad norte de Sudamérica. 

## Especies
Se reconocen a las siguientes especies:
- Neusticurus bicarinatus (Linnaeus, 1758)
- Neusticurus medemi Dixon & Lamar, 1981
- Neusticurus racenisi Roze, 1958
- Neusticurus rudis Boulenger, 1900
- Neusticurus tatei (Burt & Burt, 1931)